# إنت (الأرض الوسطى)

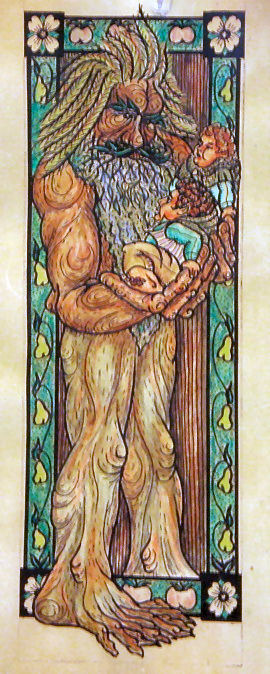

الإنت هم شعب خيالي في عالم الكاتب [[ج. ر. ر. تولكين]] يشبهون في منظرهم الأشجار ويستقرون بالأساس في غابة فانجورن ويسمى الإنت برعاة الأشجار. بالرغم من أنهم يشبهون الأشجار؛ فـالإنت لهم العديد من الأشكال والأحجام والألوان. يتحدثون بأصوات موسيقية بطيئة، ولغة الإنت هي لغتهم الأصلية. على الرغم من أعمارهم المختلفة فهم جميعا لديهم نفس التعبير البطئ الثابت المدروس. يجتمعون فقط عند مناقشة الأمور الهامة.
في الوقت الذي تدور فيه أحداث رواية سيد الخواتم لا يوجد إنت أطفال لأن إناث الإنت ضعن في العصور التي خلت.